# Fagerviken
Fagerviken is een plaats in de gemeente Tierp in het landschap Uppland en de provincie Uppsala län in Zweden. De plaats heeft 114 inwoners (2005) en een oppervlakte van 78 hectare.